# Samsung Galaxy E7
O Samsung Galaxy E7 é um smartphone Android de gama média produzido pela Samsung Electronics. Foi lançado em janeiro de 2015 e descontinuado em novembro de 2016. O Samsung Galaxy E7 tem uma câmara traseira de 13 megapixéis com flash LED e uma câmara frontal de 5 megapixéis.

## Especificações

### Hardware
O telefone é alimentado pelo chipset Snapdragon 410 da Qualcomm, que inclui um processador de 1,2 GHz, GPU Adreno 306 e 2 GB de RAM, com 16 GB de armazenamento interno. Também tem uma bateria de iões de lítio com uma capacidade de 2950 mAh. O Samsung Galaxy E7 tem um ecrã HD Super AMOLED de 5,5 polegadas e também inclui uma câmara traseira de 13 MP e uma câmara frontal de 5 MP. Tem duas ranhuras Nano-SIM e uma delas serve também de ranhura para microSD. O E7 tem duas ranhuras Nano-SIM.

### Software
Este telemóvel foi lançado oficialmente com o Android 4.4.4 “KitKat”. Também pode ser atualizado para Android 5.1.1 “Lollipop”.